# کشتار سهمگین
کشتار سهمگین (به انگلیسی: Hard Kill) یک فیلم سینمایی آمریکایی محصول سال ۲۰۲۰ در ژانر اکشن و تریلر به کارگردانی مت اسکندری با بازی جسی متکالف و بروس ویلیس است. 

## خلاصه داستان فیلم
مدیر عاملی به نام داناوان چالمرز که از ثروت هنگفتی برخوردا ر است، گروهی از ماموران مزدور را استخدام می‌کند تا از دستیابی اعضای گروهکی تروریستی به یک فن آوری بسیار مهم جلوگیری نمایند. البته پس از ربوده شدن دختر چالمرز، این عملیات با یک چالش جدی مواجه می‌شود و... 

## بازیگران
- بروس ویلیس در نقش دونووان چالمرز[۵]
- جسی متکالف در نقش میلر[۶]
- اوا ماری در نقش ساشا[۷]
- لالا کنت[۸]
- تگزاس بتل
- Swim Temmel در نقش هاوکینز
- تایلر جان اولسون
- سرخیو ریزوتو

## تولید
فیلمبرداری اصلی از ژانویه سال ۲۰۲۰ در سینسیناتی، اوهایو آغاز شده‌است.